# Hot Milk
『Hot Milk』（ホット ミルク）は、スキマスイッチの8枚目のオリジナルアルバム。

## 解説
- ライブアルバム『スキマスイッチ TOUR 2020-2021 Smoothie』から約7か月ぶりのリリース。オリジナルアルバムとしては7thアルバム『新空間アルゴリズム」から約3年8か月ぶりのリリースとなる。
- 『Bitter Coffee』との2枚同時リリース[1]。アルバムの同時リリースはスキマスイッチとしては初。
- 構想は前作『新空間アルゴリズム』の完成の2カ月後から練り始めていた[2]。
- サブスク時代へのアンチテーゼとしてCDでの複数枚同時リリースにこだわって制作された。当初は5枚以上発売する案もあったが、「1曲1曲を受けて止めてほしい」という想いから2枚に落ち着いた[2]。
- 今までの作品以上にスタッフの意見を取り入れることも今作のテーマとなっている[2]。
- アルバムタイトルはスタッフの案も含め40個以上の案の中から決められた。大橋の案には「Hot&Spicy」常田の案には「海と空」というものもあった[2]。
- 本作は「タイアップ楽曲満載の“今、求められているもの”をテーマに、スキマスイッチのPOPサイドを収録した1枚」と位置付けられており、「“今、メンバーが作りたいもの”をテーマにスキマスイッチの魅力であるシニカルな世界観や、今までにない挑戦的な楽曲を収録」した『Bitter Coffee』と2枚合わせて、「今のスキマスイッチが完成するコンセプトオリジナルアルバム」とされている[3]。
- 大橋は、初期の作品を「天邪鬼だった」とした上で、本作について「“分かりやすいものを作る難しさ”が面白くなってきたところ」「“一聴した時に分かりやすいものを”という方向に努めて行こうとしている感じもある」と語っている[4]。
- 通常盤・初回生産限定盤・ファンクラブ限定DELUXE盤の3種同時発売[1]（ファンクラブ限定DELUXE盤は『Bitter Coffee』とのセット商品）。
- DELUXE盤には、スキマスイッチから電話がかかってくる！？シークレットコードつき「スキマスイッチもしもしコースター」が付属された[3]。
- 12月6日付のオリコン週間アルバムランキングで『Bitter Coffee』とともに9位を獲得。同アーティストの同時発売された複数枚のアルバムが、同一推定売上枚数かつ同一順位でTOP10入りになったことは、1970年1月5日のオリコン週間アルバムランキング集計開始以来史上初の記録であった[5]。

## 収録曲
| 全作詞・作曲・編曲: スキマスイッチ。 |                      |                |                |      |
| #                                    | タイトル             | 作詞           | 作曲・編曲     | 時間 |
| 1.                                   | 「OverDriver」       | スキマスイッチ | スキマスイッチ | 4:34 |
| 2.                                   | 「吠えろ!」          | スキマスイッチ | スキマスイッチ | 4:02 |
| 3.                                   | 「青春」             | スキマスイッチ | スキマスイッチ | 5:21 |
| 4.                                   | 「Ordinary」         | スキマスイッチ | スキマスイッチ | 4:23 |
| 5.                                   | 「東京」             | スキマスイッチ | スキマスイッチ | 4:07 |
| 6.                                   | 「スイッチ!」        | スキマスイッチ | スキマスイッチ | 3:43 |
| 7.                                   | 「されど愛しき人生」 | スキマスイッチ | スキマスイッチ | 5:33 |
| 合計時間:                            | 合計時間:            | 31:43          |                |      |

## 楽曲解説
1. OverDriver
  - 船橋競馬場「2023年度船橋ケイバ　コンセプトムービー」テーマソング[6]
  - 船橋競馬場「2024年度船橋ケイバ　コンセプトムービー」テーマソング[7]
  - 本作のリード曲2曲の内の1曲[8]。
  - 仮タイトルは「New Song Up」[9]。
  - スタッフの「スキマスイッチならではの応援歌を作ってみないか」というアイデアから制作された楽曲[10]。
  - 最初から応援歌として制作されたのは、スキマスイッチの楽曲としては初[10]。
  - ピアノ・トリオの曲を作ろうと常田が持っていた叩き台を元に制作された[2]。
  - 歌詞のテーマは「現状打破」。大橋曰く「令和版全力少年になった」[2]。
  - アルバム発売に先駆けデジタル先行配信された[11]。
  - ボカロPのすりぃがリミックスした「OverDriver（すりぃRemix）」が配信リリースされた[12]。
  - 20周年記念のベストアルバム『POPMAN'S WORLD -Second-』のDisc3「SNT selection」に収録されている。常田の選曲理由は「マニアックなことが出来た」「今後やっていきたい曲」ということで「是非聴いて欲しい」から[13]。
2. 吠えろ!
  - 配信シングル
  - テレビ朝日系『アニマルエレジー』テーマソング[14]
3. 青春
  - 26thシングル「青春」収録
  - ジョンソン・エンド・ジョンソンアキュビュー2019キャンペーンソング[15]
4. Ordinary
  - 制作合宿で作られた楽曲[9]。
  - 昭和歌謡のように色々なジャンルを取り込むこと意識して制作された[10]。
  - レコーディングでは常田がオーケストラの指揮をしている[9]。
5. 東京
  - 26thシングル「青春」収録
  - テレビ東京「東京交差点」オープニングテーマ[16]
6. スイッチ!
  - 東海テレビ『スイッチ！』テーマソング[17]
  - 『スイッチ！』とのコラボプロジェクト「スイッチ！×スキマスイッチ みんなの新テーマソングプロジェクト」で制作された楽曲。視聴者から応募した「歌詞に盛り込みたい"コトバ"」から歌詞が作られた[18]。
  - 歌詞にはコロナ禍を反映した言葉が多く入っている[4]。
  - 当初はフィラデルフィア・ソウルのようなアレンジにする予定だった[9]。
  - 「Ordinary」同様、制作合宿で作られた[9]。
7. されど愛しき人生
  - テレビ東京系ドラマ25『鉄オタ道子、2万キロ』エンディングテーマ[19]
  - 本作のリード曲2曲の内の1曲[20]。
  - 仮タイトルは「New Song Ballad」[9]。
  - 「OverDriver」同様、スタッフの「スキマスイッチならではの応援歌を作ってみないか」というアイデアから制作された楽曲[10]。
  - 「OverDriver」が「正面から頑張れという曲」であるのに対し、この楽曲は「頑張れとは言わない」ことを重視しており、聴いた人が「自分だけじゃないんだ…」と思えることを意識して制作された[10]。
  - 新型コロナウイルスによる自粛期間中に大橋が作成したデモを基に制作された[9]。
  - スキマスイッチの楽曲としてはキーが低い[9]。
  - MVには俳優の柄本時生が出演している[21]。柄本のキャスティングは「MVの物語にあった哀愁のある人」として決められた[22]。
  - MVは「自分はこんな人生でもあり、また違うこんな人生もあった可能性がある」という物語として制作されており、柄本が1人で7役を演じている[22][23]。
  - MVのほとんどのシーンは調布で撮影された[24]。
  - アルバム発売に先駆けデジタル先行配信された[25]。
  - 『POPMAN'S WORLD -Second-』のDisc2「TKY selection」に収録されている。大橋は「スタッフ含めみんなで作った曲だから20周年のベストには入れたい」と語っている[26]。

## 初回特典Blu-ray収録内容
- Documentary of “Recording”
  - Hot Milk & Bitter Coffee両方のレコーディングドキュメント＋メンバーインタビュー映像を収録したもの。

## ファンクラブ限定DELUXE盤

### 概要
- 期間内に予約された分のみの限定生産。
- ファンクラブ会員限定販売であり、UNIVERSAL MUSIC STOREでのみ購入が可能。
- 内容は『Hot Milk』『Bitter Coffee』の通常版と、約4時間にわたる特典映像を収録したBlu-ray。
- 特典として、スキマスイッチから電話がかかってくる！？シークレットコードつきの「スキマスイッチもしもしコースター」付き。

### Blu-ray
- スキマスイッチ2021ライブ&ドキュメンタリーfor DELUXE
  - スキマスイッチ TOUR POPMAN'S CARNIVAL vol.2 FINAL in KUMAMOTO (2021.2.21 熊本城ホール)
    1. POPMAN'S CARNIVALのテーマ2
    2. ふれて未来を
    3. ユリーカ
    4. Revival
    5. アイスクリーム シンドローム
    6. 時間の止め方
    7. 冬の口笛
    8. 雨待ち風
    9. 雫
    10. 青春
    11. きみがいいなら
    12. 星のうつわ
    13. キレイだ
    14. スフィアの羽根
    15. パーリー！パーリー！
    16. 全力少年
    17. Ah Yeah!!
    18. メロドラマ(Encore)
    19. パラボラヴァ(Encore)
    20. 未来花 for Anniversary(Encore)

  - JAPAN JAM 2021 [Live Selection] (2021.5.4＠千葉市蘇我スポーツ公園)
    1. ユリーカ
    2. Ah Yeah!!
    3. ボクノート

  - NUMBER SHOT 2021 [Live Documentary] (2021.7.18＠福岡PayPayドーム)

## 演奏
- 大橋卓弥
  - Vocal
  - Chorus (#1.2.3.4.6.7)
  - Acoustic Guitar (#2.3.5.7)
- 常田真太郎
  - Piano (#1-6)
  - Other Instruments (#1.3.5)
  - Chorus (#2)
  - Conductor (#4)
  - Wurlitzer & Organ (#7)
- 西川進：Electric Guitar (#1.3)
- 山口寛雄：Bass (#1)
- 村石雅行：Drums (#1)
- 弦一徹ストリングス：Strings (#1.2.3.4.6)
- 石崎光 (cafelon, NT connection)：Electric Guitar (#2)
- 金戸覚：Bass (#2)
- 吉田佳史 (TRICERATOPS)：Drums (#2.5)
- ホエローズ (スキマスイッチ、高木康生、大塚裕子、上村潤、小澤咲、徳澤健人、森本知之)：Chorus (#2)
- 美久月千晴：Bass (#3.7)
- 河村“カースケ”智康：Drums (#3)
- 朝倉真司：Percussion (#3)
- 石成正人：Electric Guitar (#4.6)
- 須長和広：Bass (#4.6)
- 神谷洵平：Drums (#4.6)
- 藤田乙比古、鈴木優、矢野健太：Horn (#4)
- 森川道代：Flute (#4)
- 重松希巳江：Clarinet (#4)
- Renato Iwai：Special Thanks (#4.6)
- 山本タカシ：Electric Guitar (#5)
- 紺野光広：Bass (#5)
- 松本智也：Percussion (#6)
- 本間将人：Alto Sax & Flute (#6)
- 吉澤達彦：Trumpet (#6)
- 榎本裕介：Trombone (#6)
- 小倉博和：Electric Guitar (#7)
- 江口信夫：Drums (#7)
- 坂井“Lambsy”秀彰：Conga & Tambourine (#7)

## プロモーション
本作のリリースに伴い、様々なキャンペーンが展開された。
- 購入する対象店舗に応じて先着で購入特典がプレゼントされた。

| 対象店舗                              | 特典内容                                      |
| ------------------------------------- | --------------------------------------------- |
| Amazon.co.jp                          | 各商品絵柄のメガジャケ                        |
| 楽天ブックス                          | アルバムロゴ入りB5クリアファイル（絵柄共通）  |
| UNIVERSAL MUSIC STORE                 | B2告知ポスター（絵柄共通）                    |
| Augusta Family Club他一部のCDショップ | HotでBitterなひげステッカーシート（絵柄共通） |

- 対象のオンラインショップで『Bitter Coffee』とのセットでの購入者には「HotでBitterな2in1 ひげスリーブケース」が先着でプレゼントされた[3]。
- 「発売記念応募抽選キャンペーン」として、初回プレス分に封入されている「ひげ応募券」[1]を応募することで下記の3つの賞の内いずれかが抽選でプレゼントされた。

| 賞               | 特典内容 |
| ---------------- | --- |
| Hot賞            | 「スキマスイッチ TOUR 2022 "café au lait"」の該当公演に設置される「ひげシート」へ招待（各会場ごとにペア1組 2名 （10公演 計20名）） ひげシートには、ご招待ひげパスのほかクリアファイルやひげマスクなどおみやげ付き |
| Bitter賞         | 「スキマスイッチ TOUR 2022 "café au lait"」神奈川県民ホール公演終演後のオンラインひげミート＆グリートへ招待（Zoomを使ったオンライントーク）                                                                       |
| スキマスイッチ賞 | 直筆サイン入り「Hot Milk」＆「Bitter Coffee」ポスター（50名） |

- 「OverDriver」、「されど愛しき人生」の先行配信と併せ歌ネットにて歌詞が先行公開された[11][25]。
- LINE MUSIC・Spotifyで「Over Driver」、「されど愛しき人生」の再生キャンペーンが開催され、条件達成者にはサイン入り画像がプレゼントされた[27][21]。
- 「スキマスイッチ御用達！？「湖池屋スコーン」NEWアルバム＆ NEW スコーンセット プレゼントキャンペーン」として、湖池屋とのコラボキャンペーンを展開。条件達成者の内抽選で10名に「Hot Milk」（通常盤)・「Bitter Coffee」（通常盤)・「スコーン 食塩不使用 濃密野菜10種の野菜」1 箱 (12 袋)がセットでプレゼントされた[28]。
- 東京・名古屋・大阪で期間限定で『スキマスイッチ・コラボカフェ』が開催された。期間中はアルバムにちなんだオリジナルドリンクやフードメニューが販売された[29]。
- Billboard JAPANとのコラボ企画として『#みんなのスキマスイッチ』が開催。アーティスト・著名人によるスキマスイッチの楽曲のみのプレイリストが公開された[30]他、一般ファンからのプレイリストの公募企画も開催された[31]。
  - 参加アーティストとプレイリストのタイトルは以下のとおり。

| アーティスト                           | タイトル                                                      |
| -------------------------------------- | ------------------------------------------------------------- |
| Uru                                    | 一緒にお出かけに連れていきたい my favorite Sukima Switch song |
| 片岡健太（sumika）                     | 人が浮かぶプレイリスト                                        |
| JUJU                                   | ちょっとその話詳しく聞かせてもらってもいいですか？            |
| はっとり（マカロニえんぴつ）           | ノスタルジーのスキマ                                          |
| 水野良樹（いきものがかり）             | タイトルなし                                                  |
| Aimer                                  | タイトルなし                                                  |
| Ayase（YOASOBI）                       | 僕の青春にあったスキマスイッチ                                |
| 澤野弘之                               | タイトルなし                                                  |
| ダイスケはん（マキシマム ザ ホルモン） | 全力中年の涙腺崩壊ナンバー                                    |
| 天月                                   | スキマスイッチは教科書のような存在                            |

- ディスクユニオンとのコラボ企画として『ポップアップ・スキマスイッチ』が開催され、ディスクユニオン名古屋店と大阪店で期間限定のポップアップショップが開かれた[42][43]。

## ライブ映像作品
| 曲名             | 発売年 | 作品名                                                                                             |
| ---------------- | ------ | -------------------------------------------------------------------------------------------------- |
| OverDriver       | 2023年 | スキマスイッチ TOUR 2022 “café au lait” THE MOVIE                                                  |
| OverDriver       | 2023年 | 「スキマスイッチ “Live Full Course 2022” 〜 20年分のライブヒストリー 〜」（2022.12.22 日本武道館） |
| OverDriver       | 2025年 | スキマスイッチ TOUR 2024-2025 “A museMentally” THE MOVIE                                           |
| 吠えろ!          | -      | →「 吠えろ!#ライブ映像作品 」を参照                                                                |
| 青春             | -      | →「 青春#ライブ映像作品 」を参照                                                                   |
| Ordinary         | 2023年 | スキマスイッチ TOUR 2022 “café au lait” THE MOVIE                                                  |
| 東京             | -      | →「 東京#ライブ映像作品 」を参照                                                                   |
| スイッチ!        | 2023年 | スキマスイッチ TOUR 2022 “café au lait” THE MOVIE                                                  |
| されど愛しき人生 | 2021年 | Documentary of “Studio Live”                                                                       |
| されど愛しき人生 | 2023年 | スキマスイッチ TOUR 2022 “café au lait” THE MOVIE                                                  |
| されど愛しき人生 | 2023年 | Augusta Camp 2022                                                                                  |
| されど愛しき人生 | 2024年 | Augusta Camp 2023 〜SUKIMASWITCH 20th Anniversary〜                                                |

## 他のアルバムへの収録
| 曲名             | 発売年 | 作品名                                         | 分類   |
| ---------------- | ------ | ---------------------------------------------- | ------ |
| OverDriver       | 2023年 | スキマスイッチ TOUR 2022 “café au lait”        | ライブ |
| OverDriver       | 2023年 | POPMAN'S WORLD -Second-                        | ベスト |
| OverDriver       | 2025年 | スキマスイッチ TOUR 2024-2025 “A museMentally” | ライブ |
| 吠えろ!          | -      | →「 吠えろ!#収録アルバム 」を参照              | -      |
| 青春             | -      | →「 青春#収録アルバム 」を参照                 | -      |
| Ordinary         | 2023年 | スキマスイッチ TOUR 2022 “café au lait”        | ライブ |
| 東京             | -      | →「 東京#収録アルバム 」を参照                 | -      |
| スイッチ!        | 2023年 | スキマスイッチ TOUR 2022 “café au lait”        | ライブ |
| されど愛しき人生 | 2023年 | スキマスイッチ TOUR 2022 “café au lait”        | ライブ |
| されど愛しき人生 | 2023年 | POPMAN'S WORLD -Second-                        | ベスト |